# Hôtel Spoelberch de Lovenjoul
L'hôtel Spoelberch de Lovenjoul est un ancien hôtel particulier situé au 23 rue du Connétable à Chantilly, dans l'Oise. Il est construit en 1731 sur des plans de Jean Aubert (architecte) pour Louis IV Henri de Bourbon-Condé. Il a servi de 1909 à 1987 de bibliothèque, propriété de l'Institut de France. L'hôtel fait l’objet d’une inscription au titre des monuments historiques depuis le 30 mars 1989.

## Historique
Louis IV Henri de Bourbon-Condé, seigneur de  Chantilly, fait tracer le premier plan d'urbanisme de la ville. Ce plan est axé sur la route de Gouvieux, transformée en Grande Rue. Après le lancement de la construction des Grandes Écuries en 1721, le prince crée le 12 décembre 1727 à leur extrémité un lotissement au sud de la rue : les actuelles maisons des officiers. Il vend par lot des terrains à ses officiers, c'est-à-dire les titulaires de charges ou emplois à la maison des Condés, avec obligation pour ceux-ci de respecter des normes architecturales identiques du côté de la pelouse. Ces normes ainsi que le tracé des façades sont définis par Jean Aubert, architecte des Grandes Écuries. Celles-ci sont construites entre 1730 et 1733. Le premier hôtel, situé au pied des Grandes Écuries, est achevé en 1731.
Au cours du XVIIIe siècle, l'hôtel reste la possession des princes de Condé : il leur sert de garde-meuble. Vendu au cours de la Révolution française, l'hôtel sert de pensionnat pour jeunes filles de 1803 à 1906. Le bâtiment est acheté par l'Institut de France en 1909. L'Institut vient en effet de recevoir en legs la bibliothèque du vicomte belge Charles de Spoelberch de Lovenjoul, qui réunit des documents sur les écrivains romantiques : George Sand, Théophile Gautier, Alfred de Musset, Charles-Augustin Sainte-Beuve, ou encore Honoré Balzac, soit au total 1 400 manuscrits d'écrivains du XIXe siècle, ainsi que des estampes et autres documents. L'ensemble de la collection est installé dans le bâtiment en 1910 par les soins de  Georges Vicaire, qui a démissionné de son poste de sous-bibliothécaire à  la bibliothèque Mazarine, pour assumer sa charge de conservateur de la bibliothèque Lovenjoul. Il entame alors son inventaire et son classement, mettant en fiches et faisant relier les ouvrages.
En août 1914, les collections sont évacuées avec celles du musée Condé voisin. Le même mois, les pièces vides de l'hôtel sont transformées en hôpital militaire à l'initiative du conservateur. Le bâtiment conserve cette fonction d'hôpital militaire jusqu'en mars 1917 avec 20 lits. Georges Vicaire et son fils, Marcel Vicaire, artiste-peintre réformé, sont infirmiers volontaires dans l'établissement et prennent un très grand nombre de photographies, constituant le fonds Vicaire, propriété de la famille. À la fin avril, les manuscrits reviennent à l'hôtel et y sont réinstallés. Au printemps 1918, lors de la seconde bataille de la Marne, le front menace de nouveau Chantilly et la collection est de nouveau transférée jusqu'à la fin de la guerre.
L'inventaire de la bibliothèque est achevé à la mort de Georges Vicaire en 1921. Marcel Bouteron lui succède puis Jean Pommier en 1952. En 1987, la collection est rapatriée à la bibliothèque de l'Institut de France quai Conti à Paris et le bâtiment vendu à des particuliers en appartements. Les façades et toitures de la partie XVIIIe siècle de l'hôtel sont inscrits aux monuments historiques par arrêté du 30 mars 1989.